# ويليام بوب كليمنت
ويليام بوب كليمنت هو سياسي كندي، ولد في 26 أغسطس 1887، وتوفي في 1982. انتخب مستشار الملك.